# Кишмахова, Даяна Артуровна
Даяна Артуровна Кишмахова (род. 16 октября 2003, Адыге-Хабль, Карачаево-Черкесская Республика) — российская футболистка, выступающая на позиции полузащитника клуба ЦСКА и сборной России..

## Карьера
Знакомство с футболом произошло в ДЮСШ «Юность» им. М. З. Чукова. Первым тренером был Заур Муков. Будучи учащейся ДЮСШ выступала за команды: «Адыг—АРР» и «Алашара».
В 2018 году переехала в Звенигород и начала выступать за «УОР—2» и сборную Россия U17.
В 2020 году стала игроком ЦСКА (№ 97 в заявке на сезон 2020), но ни разу в заявку на официальные матчи не попадала. В феврале 2021 года провела первые официальные матчи за основной состав ЦСКА на турнире Кубок Турции против сборных Нигерии (действующий чемпион Африки), Экваториальной Гвинеи (2-х кратный чемпион Африки) и Узбекистана. В чемпионате России 2021 года сыграла один неполный матч — 21 марта 2021 года против «Рубина», 3 матча в сезоне 2023 года и 15 матчей в сезоне 2024 года. 
В 2024 году дебютировала в основной сборной России в товарищеском матче против сборной Гаити 29 октября 2024 года.

## Командная статистика
| Выступление      | Выступление      | Выступление      | Лига | Лига | Кубок | Кубок | Суперкубок | Суперкубок | Еврокубки | Еврокубки | Итого | Итого |
| Клуб             | Лига             | Сезон            | Игры | Голы | Игры  | Голы  | Игры       | Голы       | Игры      | Голы      | Игры  | Голы  |
| ---------------- | ---------------- | ---------------- | ---- | ---- | ----- | ----- | ---------- | ---------- | --------- | --------- | ----- | ----- |
| СКА УОР №2       | вторая           | 2018             | 5    | 12   | —     | —     | —          | —          | —         | —         | 5     | 12    |
| СКА УОР №2       | Итого            | Итого            | 5    | 12   | —     | —     | —          | —          | —         | —         | 5     | 12    |
| ЦСКА             | высшая           | 2020             | —    | —    | —     | —     | —          | —          | —         | —         | 0     | 0     |
| ЦСКА             | высшая           | 2021             | 1    | 0    | —     | —     | —          | —          | —         | —         | 1     | 0     |
| ЦСКА             | высшая           | 2022             | —    | —    | —     | —     | —          | —          | —         | —         | 0     | 0     |
| ЦСКА             | высшая           | 2023             | 3    | 0    | —     | —     | —          | —          | —         | —         | 3     | 0     |
| ЦСКА             | высшая           | 2024             | 15   | 0    | 5     | 0     | —          | —          | —         | —         | 20    | 0     |
| ЦСКА             | Итого            | Итого            | 19   | 0    | 5     | 0     | —          | —          | —         | —         | 24    | 0     |
| Всего за карьеру | Всего за карьеру | Всего за карьеру | 24   | 12   | 5     | 0     | —          | —          | —         | —         | 29    | 12    |